# 塞浦路斯历史
塞浦路斯岛位于地中海东北部，是西亚的一部分，人类在此定居的历史可以追溯到旧石器时代。塞浦路斯的地理位置使得她在几千年来受到地中海不同的文明影响。

## 史前时期
考古学家在塞浦路斯西部发现的水井被认为是世界上最古老的井，约为9000——10500年前的石器時代。在青铜时代晚期，希腊迈锡尼人确信居住在塞浦路斯，而岛上的希腊名字可以从公元前15世纪B类线形文字得到印证。青铜时代晚期，塞浦路斯是赫梯帝国的一部分，但是塞浦路斯没有被入侵，而是由于加入帝国，由乌加里特执政的国王统治成为帝国的一部分。在公元8世纪，腓尼基建立几个城市。

## 古代
现存最早的书稿显示塞浦路斯由亚述统治。在1845年发现的一个石碑纪念国王萨尔贡二世在前709年作战的胜利。在约前669年，塞浦路斯获得独立，但之后被埃及的阿马西斯征服。约前545年，被波斯帝国征服。之后又先后被亚历山大帝国和托勒密帝国征服。到前58年，塞浦路斯并入罗马，成为塞浦路斯行省。在115年（或116年）犹太人起义期间，该岛遭受了巨大的损失。在4世纪初的多次地震导致萨拉米斯的破坏，在同一时间，塞浦路斯岛多次遭遇干旱和饥荒。

## 中世纪
公元395年，塞浦路斯持續由羅馬統治。至650年，阿拉伯人入侵塞浦路斯，至688年，東羅馬與阿拉伯帝國達成『共管』塞浦路斯的協議，此後三百年，雖然東羅馬與阿拉伯帝國不時在亞洲大陸有軍事衝突，但兩國卻能平均瓜分島上的稅收。
在公元12世纪，塞浦路斯岛成为了十字军一个目标的。1191年6月，狮心王理查德登陆塞浦路斯岛。理查德的军队继续占领塞浦路斯并且提高税收。他将此岛卖给了圣殿骑士团。不久之后，呂西尼昂人（Lusignans）占领了该岛，建立了塞浦路斯王国。他们宣布拉丁语为官方语言，后来被法语取代。很久过后，希腊語被认定为第二官方语言。1196年，拉丁教会成立，东正教教会经历了一系列的宗教迫害。
在14世纪塞浦路斯王国越来越受到来自热那亚商人的主导。在西方教会分裂之时，塞浦路斯与阿维尼翁教皇站在一起，希望能够通过法国人赶走意大利人。接下来的王室逐渐失去了几乎所有的独立性。直到1489年，最后一个皇后凯瑟琳尔纳罗，被迫将塞浦路斯岛卖给威尼斯共和国。

## 鄂圖曼帝国统治
1571年由鄂圖曼帝國占领，1573年正式确认了割让。在1821年希腊独立战争期间，岛上一些希腊族进行反抗。

## 现代
1878年巴爾幹危機期間，塞浦路斯岛被英國佔領。之後在柏林會議的其中一項議決，英国从奥斯曼帝国手中接管塞浦路斯政府。這也是英国统治塞浦路斯的開始。
1914年第一次世界大战刚开始不久，英国合并了塞浦路斯。1925年，随着奥斯曼帝国解体，塞浦路斯成为英国的直辖殖民地。
1959年2月，英國、希臘、土耳其簽訂《蘇黎世－倫敦協定》，希臘、土耳其、塞浦路斯三國簽訂《聯盟條約》。希、土、英三國保證塞浦路斯的獨立。1960年8月16日，宣佈獨立，成立塞浦路斯共和國。組成兩族聯合政府。1963年底，兩族因制憲問題發生嚴重流血衝突。
1974年7月，希臘右翼軍人政權在塞浦路斯策動政變，土耳其以此為由出兵。
1975年2月，土耳其族宣佈建立塞浦路斯土族邦。1983年，土耳其族宣佈成立北塞浦路斯土耳其共和国，但不受到國際承認。
2004年4月24日，舉行全民公決，科菲·安南的塞浦路斯統一方案結果無效。同年5月1日，塞浦路斯共和國（希臘族區）單獨加入歐盟，成為歐盟正式成員國。2008年，南塞浦路斯开始用欧元替换原来的塞浦路斯鎊作为流通货币。